# ایرج جهانشاهی
ایرج جهانشاهی (۱ اسفند ۱۳۰۵ – ۲۹ تیر ۱۳۷۰) نویسنده، مترجم، و ویراستار ادبیات کودک و نوجوان بود.

## زندگی
ایرج جهانشاهی قاجار، نویسنده، مترجم، و ویراستار ادبیات کودک و نوجوان در اول اسفند ۱۳۰۵ زاده شد. او در رشته تاریخ و جغرافیا و علوم تربیتی در دانشکده ادبیات و دانشسرای عالی تهران تحصیل کرد. جهانشاهی نخستین کتاب فارسی اول دبستان را با همکاری عباس سیاحی نوشت که مدت‌ها در مدارس تدریس می‌شد. او از سال ۱۳۵۷ سرپرست شورای ویراستاری فرهنگنامهٔ کودکان و نوجوانان در شورای کتاب کودک بود. از دیگر فعالیت‌های او انتشار سالنامهٔ فرهنگ خوزستان، انتشار سالنامهٔ فرهنگ مسجد سلیمان، و انتشار مجله‌های پیک نوآموز، پیک کودک، پیک معلم، پیک نوجوانان و پیک جوانان در مرکز انتشارات آموزشی بود. ایرج جهانشاهی ۲۹ تیر ۱۳۷۰ در تهران درگذشت.

## آثار
- کنراد، پسرک ساخت کارخانه: نوشتهٔ کریستینه نوستلینگر؛ ترجمه ایرج جهانشاهی. - تهران: فاطمی، واژه، ۱۳۶۹.
- شاخ‌های ملوس: نوشتهٔ کاترین گاربوت؛ بازپرداخت ایرج جهانشاهی. - نقاشی از فریدون جهانشاهی. تهران: فاطمی، واژه، ۱۳۶۸. (متن تجدید نظر شده)
- عدد: نوشته آیزاک آسیموف؛ ترجمه و بازپرداخت ایرج جهانشاهی. - تهران: فاطمی، واژه، ۱۳۶۷.
- ازوپ در کلاس درس: بازپرداختی از افسانه‌های ازوپ؛ بازپرداخت و تدوین ایرج جهانشاهی. - تهران: فاطمی، واژه، ۱۳۶۳.
- چشم چشم دو ابرو: نوشته باب هاینتس؛ بازپرداخت و نوشتهٔ ایرج جهانشاهی. - تهران: فاطمی، واژه، ۱۳۶۲.
- قلم موی جادو: بر اساس افسانه ای کهن از سرزمین چین، بازپرداخت ایرج جهانشاهی؛ نقاشی از دمی. - تهران: فاطمی، واژه، ۱۳۶۲.
- قصه‌های من و بابام: تصویرسازی از اریش ازر؛ نوشته و بازپرداخت ایرج جهانشاهی. - تهران: فاطمی، واژه، ۱۳۶۱. ۳ جلد. اثر برگزیده در سال ۱۳۶۱ از سوی شورای کتاب کودک.
- از هر دری سخنی: پیک نوجوانان، ۴ (۱۰) اسفند ۱۳۵۴: ۲۲–۲۳.
- بازی با اعداد: پیک نوجوانان، دورهٔ آزمایشی (۱) مهر، ۱۳۵۱: ۱۱/ دوره جدید (۲)، ۱۳۵: ۲۷
- بهترین دوست ما، کتاب: پیک نوجوانان، دورهٔ آزمایشی (۱۳) فروردین ۱۳۵۱: ۳–۵.
- چگونه می‌خوانی و چه می‌خوانی: پیک نوجوانان، دورهٔ جدید (۲) مهر ۱۳۵۱: ۲.[۱][۲][۳]